# Eleonora od Commingesa
Eleonora od Commingesa (Alienòr; umrla 16. svibnja 1365.) bila je francuska plemkinja.

## Obitelj
Eleonora je bila kći grofa Bernarda VII. od Commingesa i njegove supruge, gospe Laure od Montforta.
Bila je sestra grofa Bernarda VIII. od Commingesa i teta grofice Cecilije I. od Urgella.
1327. Eleonora se udala za plemića Gastona II. od Foixa, koji je bio njezin bratić. On je bio grof Foixa te vikont Béarna, Marsána, Gabardána, Nobouzána i Lautreca.
Jedino dijete gospe Eleonore i njezina supruga bio je grof Gaston III. od Foixa (Gastón III de Foix).